# Morgan River Falls
Die Morgan River Falls (auch: Fond Morgan Waterfall) ist ein kleiner Doppel-Wasserfall auf der Karibikinsel Dominica.
Der Wasserfall liegt im Parish Saint David. Der Wasserfall liegt ganz in der Nähe der Siedlung Rivière Cirique und nur etwa 2 km entfernt von den Dernier Falls, gehört aber zum Flusssystem der Ravine Ma Robert.